# Гьянпур
Гьянпур (англ. Gyanpur, хинди ज्ञानपुर) — город на севере Индии, в штате Уттар-Прадеш, административный центр округа Сантравидаснагар.

## География
Город находится юго-восточной части Уттар-Прадеша, к северу от реки Ганг, на высоте 80 метров над уровнем моря.
Гьянпур расположен на расстоянии приблизительно 218 километров к юго-востоку от Лакхнау, административного центра штата и на расстоянии 620 километров к юго-востоку от Нью-Дели, столицы страны.

## Демография
По данным официальной переписи 2001 года численность населения города составляла 12 056 человек, из которых мужчины составляли 53,9 %, женщины — соответственно 46,1 %. Уровень грамотности взрослого населения составлял 65,5 %. Уровень грамотности среди мужчин составлял 72,5 %, среди женщин — 57,4 %. 15,4 % населения составляли дети до 6 лет.

## Транспорт
Ближайший аэропорт расположен в городе Варанаси.